# Mistrzostwa nordyckie w zapasach
Mistrzostwa Nordyckie w zapasach to zawody, w których udział biorą kraje nordyckie i bałtyckie.
Nordycka Federacja Zapasów założona została 1 grudnia 1917 roku, a pierwsze mistrzostwa w stylu klasycznym rozegrano już w 1918. Zawody nie cieszyły się dużym zainteresowaniem, dlatego turniej zawieszono w 1925 roku. Kolejne mistrzostwa rozegrano dopiero w 1963, a impreza, w zależności od roku, stała na różnym poziomie sportowym. Bardzo często oprócz olimpijczyków, a także medalistów mistrzostw świata i Europy, w zawodach seniorskich brało udział wielu juniorów. W latach 1975–1979 odbywał się turniej w stylu wolnym. W 1990 roku zorganizowano zawody tylko dla kobiet, które regularnie startują od 2013, a męski styl wolny powrócił do programu w 2017 roku.

## Edycje zawodów
| - 1918 - Kristiana - 1919 - Kopenhaga - 1920 - Sztokholm - 1921 - Helsinki - 1923 - Kristiana - 1925 - Kopenhaga - 1963 - Oslo - 1965 - Oulu - 1966 - Lycksele - 1967 - Nykøbing Falster - 1968 - Oslo - 1969 - Joensuu - 1970 - Sundsvall - 1971 - Sønderborg | - 1972 - Oslo - 1973 - Jyväskylä - 1974 - Trelleborg - 1975 - Frederiksværk - 1976 - Notodden - 1977 - Kotka - 1978 - Haparanda - 1979 - Randers - 1980 - Narwik - 1981 - Pyhäjärvi - 1982 - Göteborg - 1983 - Næstved - 1984 - Tønsberg - 1985 - Tampere | - 1986 - Varberg - 1987 - Sønderborg - 1988 - Fredrikstad - 1989 - Ylivieska - 1990 - Tranås - 1991 - Varberg - 1993 - Herning - 1994 - Tallinn - 1996 - Notodden - 1998 - Vaajakoski - 2000 - Malmö - 2002 - Herning - 2003 - Eslöv - 2005 - Narwik | - 2006 - Tampere - 2007 - Tallinn - 2008 - Kolbotn - 2009 - Oskarshamn - 2010 - Nykøbing Falster - 2011 - Tallinn - 2012 - Aarhus - 2013 - Eslöv - 2014 - Turku - 2015 - Bodø - 2016 - Tallinn - 2017 - Poniewież - 2018 - Västerås - 2019 - Kristiansund | - 2021 - Herning |